# Ruta 10 (Bolivia)

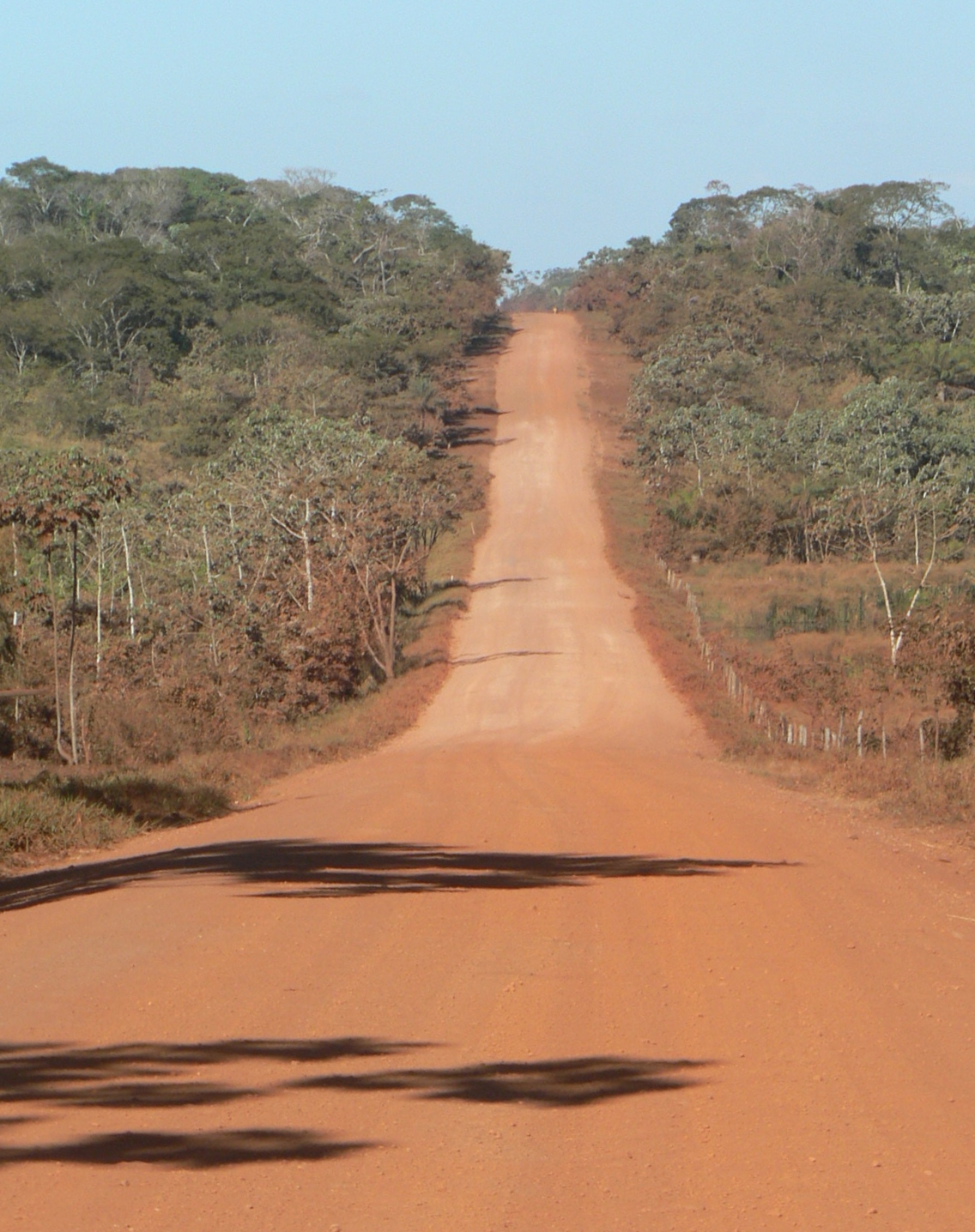
Vista general de la Ruta Nacional 10 de Bolivia

La Ruta 10 es una carretera de 774 km de extensión en Bolivia, en el este del país, que discurre por el Departamento de Santa Cruz, entre la localidad de San Matías, en la frontera con Brasil, y la Colonia Piraí. En el tramo entre San Ramón y el paraje Los Troncos se debe circular 54 km por la Ruta 9. En territorio brasileño continúa como la carretera BR-070 con destino Brasilia.
El tramo comprendido entre San Matías y Guabirá en sentido este a oeste fue incluido en la Red Vial Fundamental por Decreto Supremo 25.134 del 31 de agosto de 1998. El resto del camino, hacia el norte hasta Colonia Piraí fue incluido mediante el Decreto Supremo 26.709 del 19 de julio de 2002.
De acuerdo a la Declaración de La Paz firmada por los presidentes de Bolivia, Brasil y Chile el 16 de diciembre de 2007, esta carretera forma parte del Corredor Interoceánico.

## Ciudades
Las ciudades y pueblos de más de 1000 habitantes por los que pasa este ruta son:

### Departamento de Santa Cruz
- kilómetro 0: San Matías
- km 310: San Ignacio de Velasco
- km 392: Santa Rosa de la Roca
- km 474: Concepción
- km 535: San Javier
- km 560: Santa Rosa de la Mina
- km 577: San Ramón
- km 607: Okinawa I
- km 620: Los Chacos
- km 648: Guabirá
- km 661: General Saavedra
- km 675: Mineros
- km 689: Chané
- km (?): San Pedro
- km 774: Colonia Piraí